# Ricard Sunyol Estadella
Ricard Sunyol Estadella (el Masnou, Maresme, 1989) és un escriptor català.
Llicenciat en Cinema i Televisió per la Blanquerna - Universitat Ramon Llull, treballa a Codea Studio, agència de publicitat de la qual és soci fundador i director creatiu. Va rebre formació a l'Escola Bloom i ha publicat relats a la revista Branca.
Com a escriptor novell, s'estrenà amb "Declaració d’invencions", el seu primer llibre, que va rebre el 2aé Premi Mercè Rodoreda de contes i narracions, atorgat per Òmnium Cultural, que conté un recull de relats d’estils molt diferents i amb una reflexió sobre la literatura. El jurat del premi va valorar l'originalitat de la veu i l'estil que travessa tot el conjunt de l'obra, i també per l'experimentació formal i sonora i el joc amb el llenguatge.